# Bartolomé Welser el Viejo
El príncipe Bartolomé Welser, conocido también como Bartolomé V o Bartolomé el Viejo (25 de junio de 1484, Memmingen – 28 de marzo de 1561, Amberg im Unterallgäu) fue un banquero alemán que en 1528 firmó un acuerdo con Carlos V, emperador del Sacro Imperio Romano Germánico, por el que se le concedió la Provincia de Venezuela, que pasó a llamarse Klein -Venedig, hasta que dicha concesión fue revocada en 1546.

## Biografía
Welser encabezó la empresa bancaria alemana de los hermanos Welser, autoproclamados descendientes del general bizantino Belisario. Poseían gran fortuna y prestaron fuertes sumas a Carlos V, por lo que Bartolomé fue nombrado príncipe del imperio y consejero privado del emperador. En 1527 le fue concedida la recién descubierta Provincia de Venezuela a condición de conquistar la región a sus propias expensas, enlistar tropas solo españolas y flamencas, armar dos expediciones de cuatro naves, y construir dos ciudades y tres fuertes en los dos años posteriores a la toma de posesión. Como se creía que en Venezuela había oro, después obtuvo permiso de enviar allí 150 mineros alemanes.

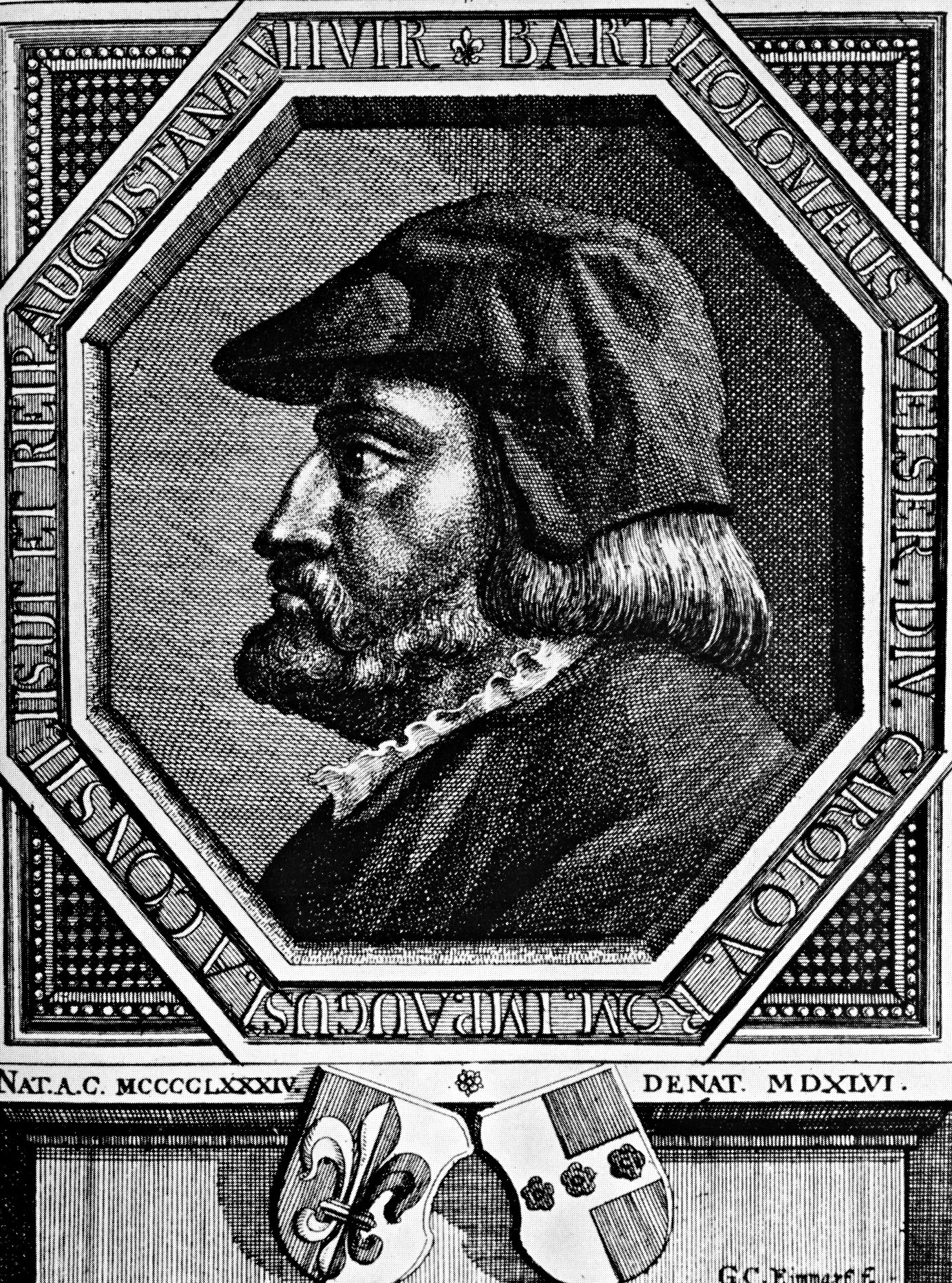
Bartolomé Welser, grabado de Georg Christoph Eimmart

En virtud de su contrato, Welser armó una flota que en 1528 partió de Sanlúcar de Barrameda bajo el mando de Ambrosio Alfinger, quien fue nombrado capitán general. Tras la muerte de Alfinger en 1531, tomó ese cargo Jorge de Espira, y organizó una nueva expedición, que se hizo a la vela en 1534. En 1540 su hijo, Bartolomé VI viajó a Venezuela. Al encontrarse a su llegada con que Espira había muerto, se unió a la expedición de Felipe de Utre. Tras su regreso a El Tocuyo en abril de 1546, él y De Utre tomaron cautivo al conquistador español Juan de Carvajal, y más tarde lo ejecutaron. Después de eso, la corona española reclamó el derecho de nombrar al gobernador, y finalmente, en 1546, Carlos V revocó los fueros de Welser.
Welser hizo mucho en pos de establecer el comercio entre los Países Bajos, Alemania y Sudamérica. Su empresa ha sido ponderada por muchos autores, y la elogia Henri Ternaux-Compans en su obra, pero resultó en menoscabo de los intereses del banquero, cuyas pérdidas se ha estima que alcanzaron la suma de 3.000.000 de florines.
En 1889, la casa bancaria Welser aún existía, tal como la antigua mansión familiar, que aún hoy es una de las curiosidades de la ciudad de Augsburgo.